# 593
593 (DXCIII) je bilo navadno leto, ki se je po julijanskem koledarju začelo na četrtek.

## Dogodki
- Bavarci premagajo alpske Slovane ob zgodnji Dravi.